# Palaciosrubios
Palaciosrubios – gmina w Hiszpanii, w prowincji Salamanka, w Kastylii i León, o powierzchni 36,48 km². W 2011 roku gmina liczyła 422 mieszkańców.